# Arthonia tehleri
Arthonia tehleri är en lavart som beskrevs av Sundin. Arthonia tehleri ingår i släktet Arthonia och familjen Arthoniaceae.   Inga underarter finns listade i Catalogue of Life.